# NGC 6572
NGC 6572 is een planetaire nevel in het sterrenbeeld Slangendrager. Het ligt 2500 lichtjaar van de Aarde verwijderd en werd in 1825 ontdekt door de Duits-Russische astronoom Friedrich Georg Wilhelm Struve. De nevel is ongeveer 2600 jaar oud. Volgens sommige bronnen (zoals Sky & Telescope) kreeg dit objekt de bijnamen Blue Racquetball, Emerald Nebula, Green Nebula, Turquoise Orb.

## Synoniemen
- PK 34+11.1
- GC 4390
- h 2000
- CS 13.6
- Struve 6